# Judah ben Moses Romano
Pour les articles homonymes, voir Romano.
Judah ben Moses Romano (vers 1293 - après 1330) était un philosophe et traducteur juif italien des XIIIe et XIVe siècles. 
Il était un cousin d'Emmanuel de Rome. 
Il fut l'un des premiers traducteurs importants d'ouvrages de philosophie scolastique du latin vers l'hébreu. 
Il fut le premier traducteur hébreu de saint Thomas d'Aquin; il a également traduit Albertus Magnus, Giles de Rome, Alexandre d’Alessandri, Domenicus Gundissalinus et Angelo de Camerino. 
Il traduisit des passages de la Divine Comédie de Dante et en donna des lectures publiques. 
Il fut employé par Robert de Naples, avec Emmanuel et Kalonymos.

## Crédit d'auteurs
- (en) Cet article est partiellement ou en totalité issu de l’article de Wikipédia en anglais intitulé « Judah ben Moses Romano » (voir la liste des auteurs).